# Yumari González
Yumari González Valdinieso (ur. 13 czerwca 1979 w Sancti Spíritus) – kubańska kolarka torowa i szosowa, dwukrotna mistrzyni świata.

## Kariera
Pierwszy sukces osiągnęła w 1997 roku, kiedy na mistrzostwach świata juniorów w Kapsztadzie zdobyła srebrny medal w sprincie. Dziesięć lat później była najlepsza w scratchu podczas mistrzostw świata w Palma de Mallorca. Na rozgrywanych rok później mistrzostwach świata w Manchesterze w tej samej konkurencji zdobyła srebrny medal, ulegając tylko Eleonorze van Dijk. Najlepsze wyniki osiągnęła na mistrzostwach świata w Pruszkowie w 2009 roku, gdzie zdobyła złoto w scratchu i srebrny medal w wyścigu punktowym, ustępując tylko Giorgii Bronzini. Rok później, na mistrzostwach świata w Kopenhadze po raz kolejny była druga w scratchu.
González osiągała także sukcesy na igrzyskach panamerykańskich. W 2007 roku zdobyła złoty medal w wyścigu szosowym, a cztery lata później była druga w tej samej konkurencji i w torowym drużynowym wyścigu na dochodzenie. W kolarstwie szosowym wystartowała także na igrzyskach olimpijskich w Pekinie w 2008 roku, zajmując 60. miejsce w wyścigu indywidualnym.